# 伊默拉特
伊默拉特是德国莱茵兰-普法尔茨州的一个市镇。总面积5.95平方公里，总人口243人，其中男性122人，女性121人（2011年12月31日），人口密度41人/平方公里。